# 西河 (洛清江)
西河，位于中国广西壮族自治区北部，是洛清江右岸支流，发源于临桂县黄沙瑶族乡上围岭东北500米处，西流至滩头村转向南，进入永福县境，至龙江乡上牛河屯以北右纳寿城河，寿城河河口以上河段因弯曲如龙，称龙江；河口一下河段因流经永福县西部地区，故名西河。西河东南流至永福县城永福镇南端汇入洛清江。干流长108千米，平均比降2.97‰，流域面积1143平方千米。